# Cattedrale di Tampere
La cattedrale di Tampere (in finlandese: Tampereen tuomiokirkko) è la cattedrale luterana evangelica di Tampere, in Finlandia, ed è la sede della diocesi di Tampere.

## Storia
Il 3 settembre 1897 il consiglio della chiesa sotto la guida del pastore Karl Fontell decise di costruire una nuova chiesa sul lato orientale del centro di Tampere, nel quartiere di Kyttälä, a nord della stazione. Nel novembre 1899 fu indetto un concorso per gli architetti del paese. Il vincitore del concorso risultò Lars Sonck con il suo progetto "Aeternitas".
Il suo progetto prevedeva un edificio in granito blu-grigio in stile finlandese nazionale e costruito tra il 1902 e il 1907. Il 19 maggio 1907 la chiesa è stata consacrata e dedicata a San Giovanni.

## Dipinti
La cattedrale è famosa per i suoi affreschi, dipinti dal simbolista Hugo Simberg tra il 1905 e il 1906. I dipinti hanno suscitato notevoli critiche negative nel loro tempo. Particolarmente controverso il dipinto raffigurante un serpente alato su fondo rosso, collocato nel punto più alto del soffitto, da alcuni contemporanei interpretato come un simbolo del peccato e della corruzione.
La pala d'altare, raffigurante la futura risurrezione di persone di tutte le razze, è stata dipinta da Magnus Enckell. Oggi i dipinti di Simberg e Enckell sono considerati capolavori del simbolismo finlandese.

## Galleria d'immagini

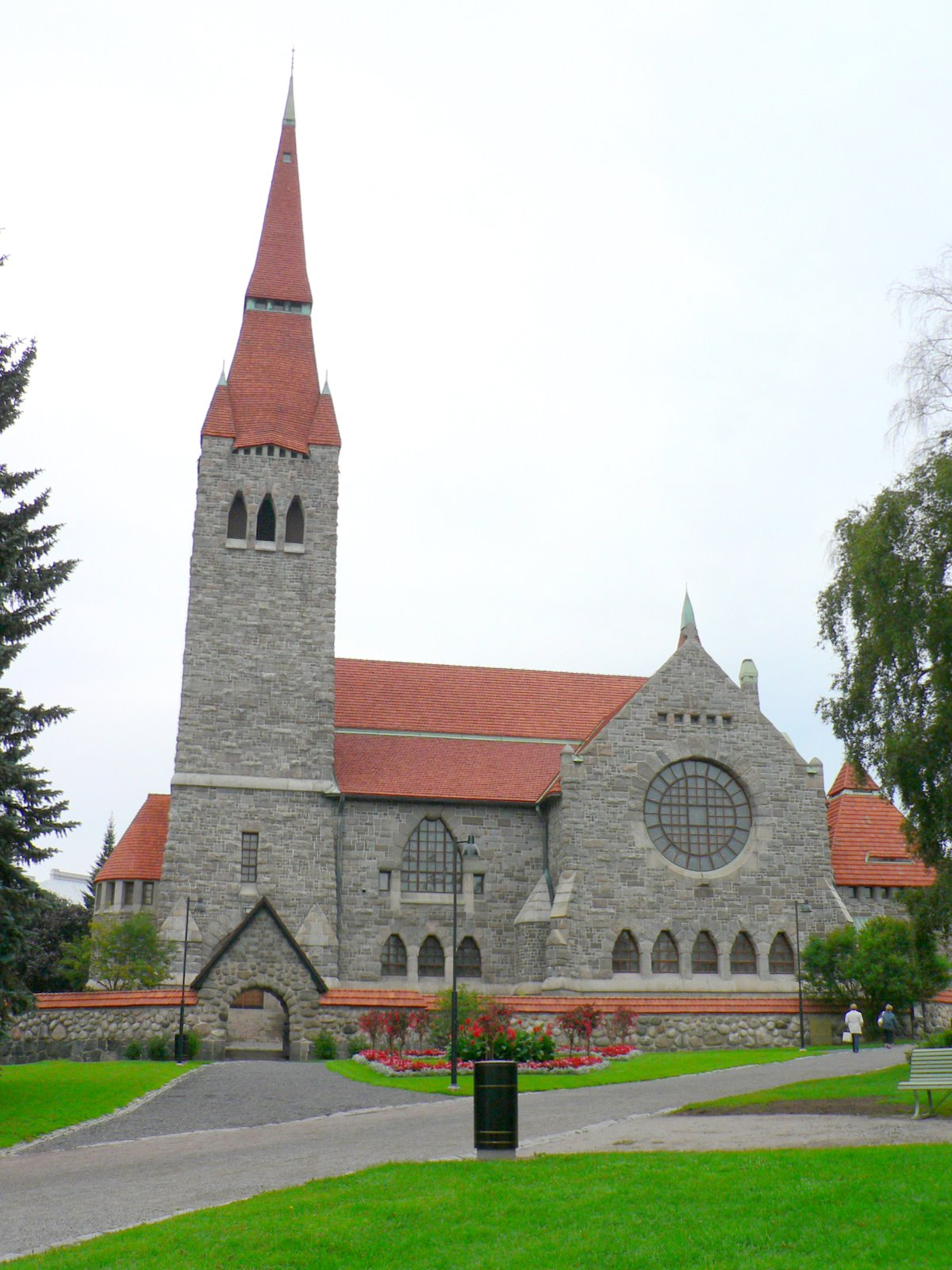
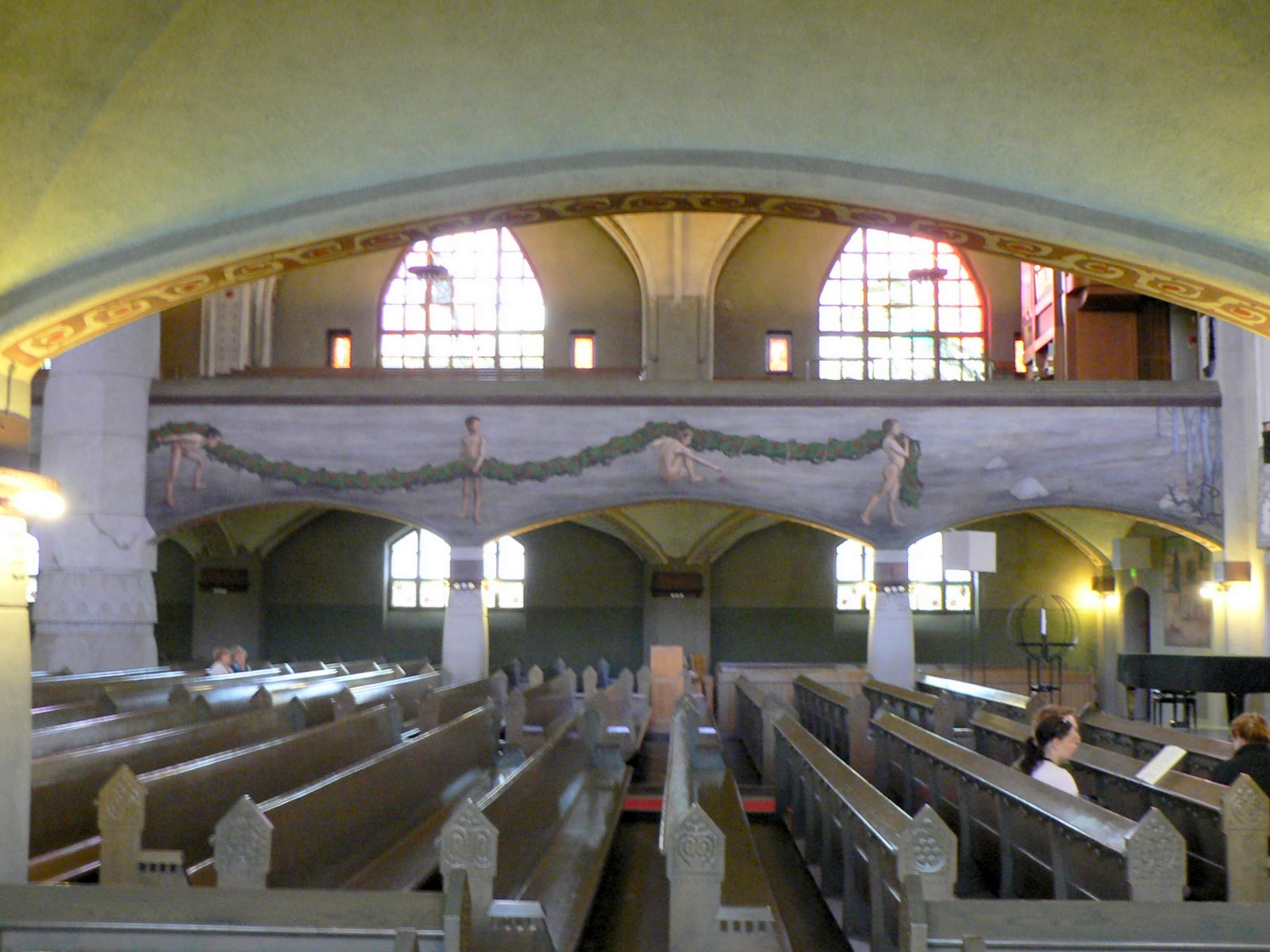
Köynnöksenkantajat
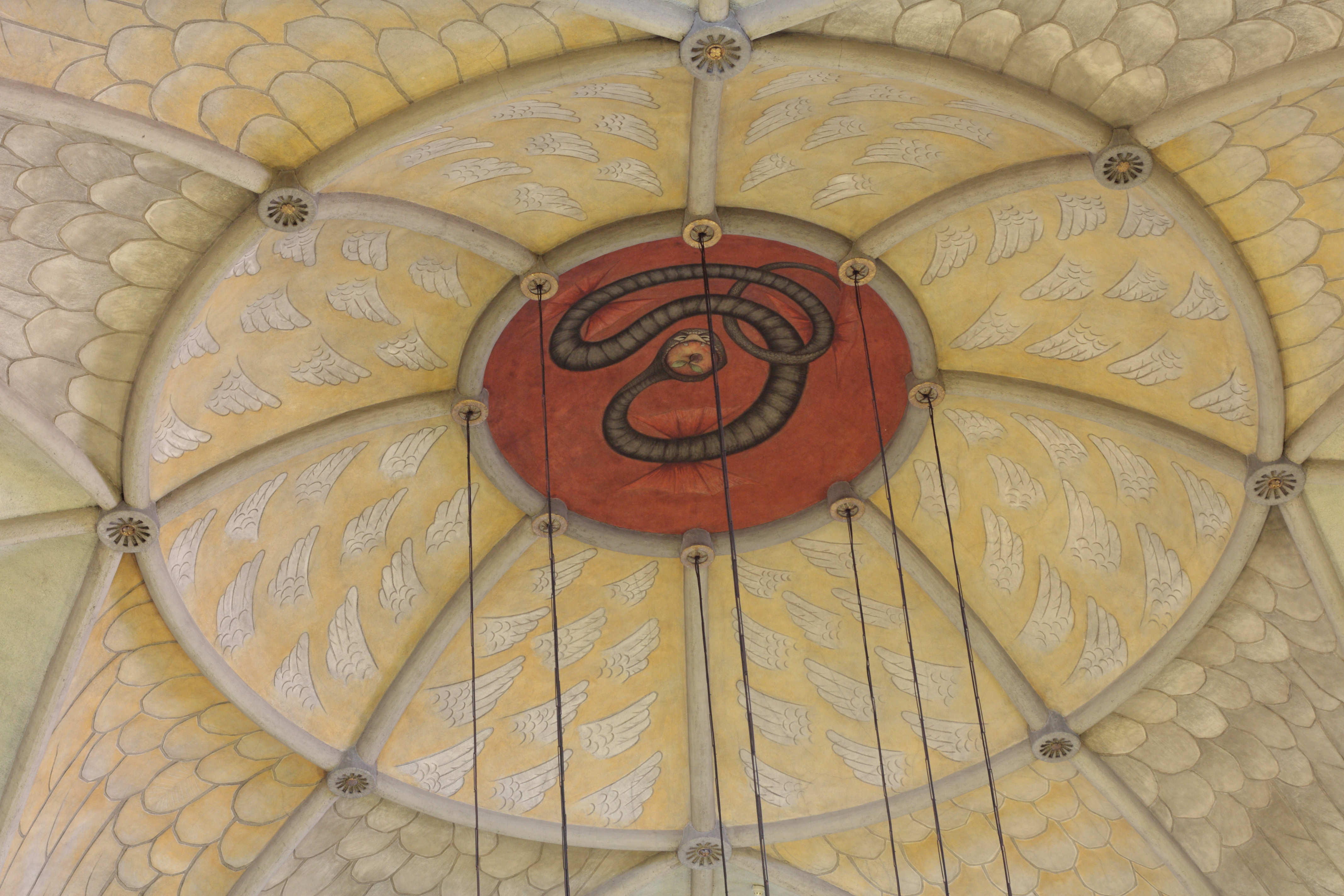
Serpente del paradiso
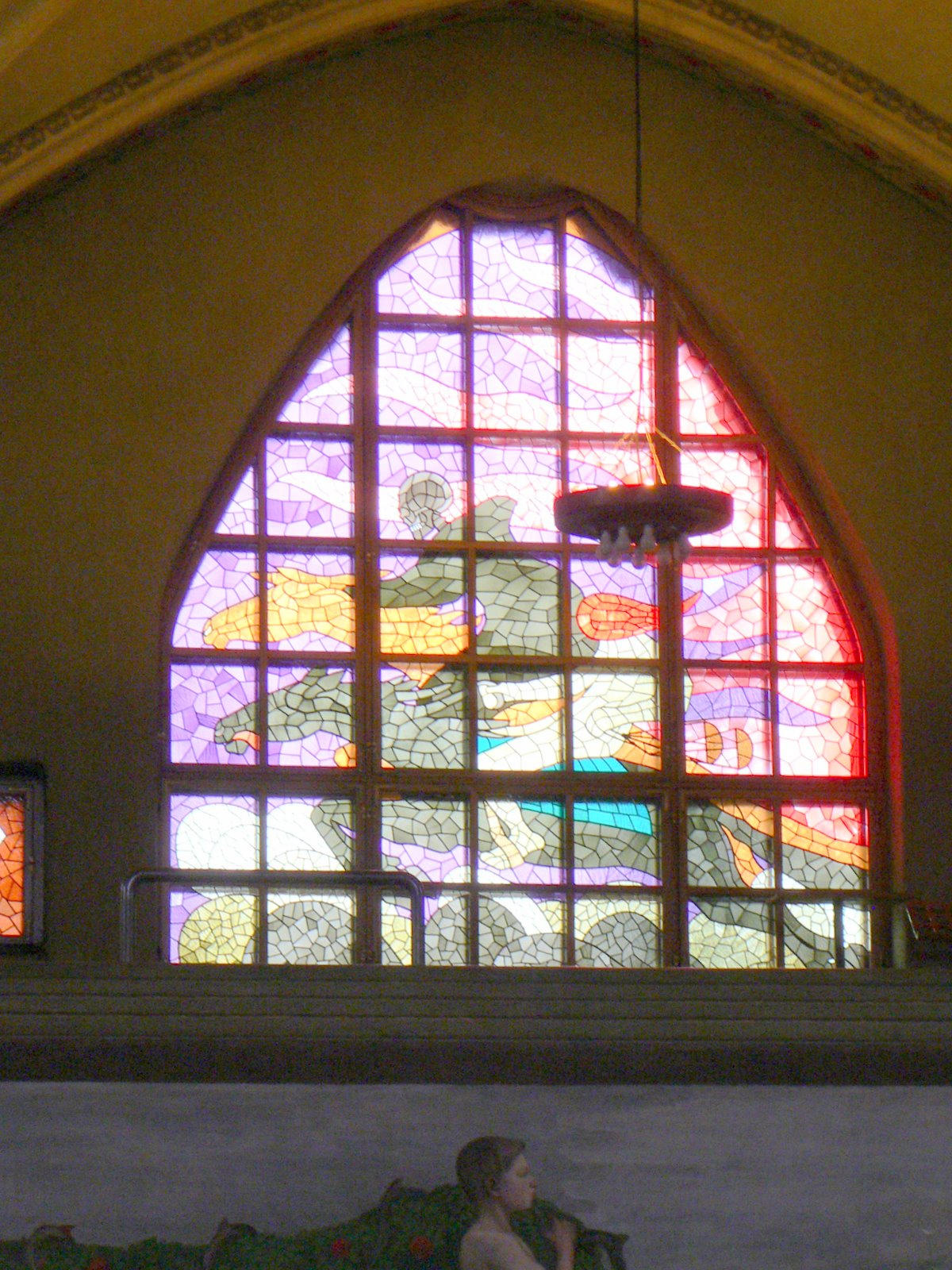
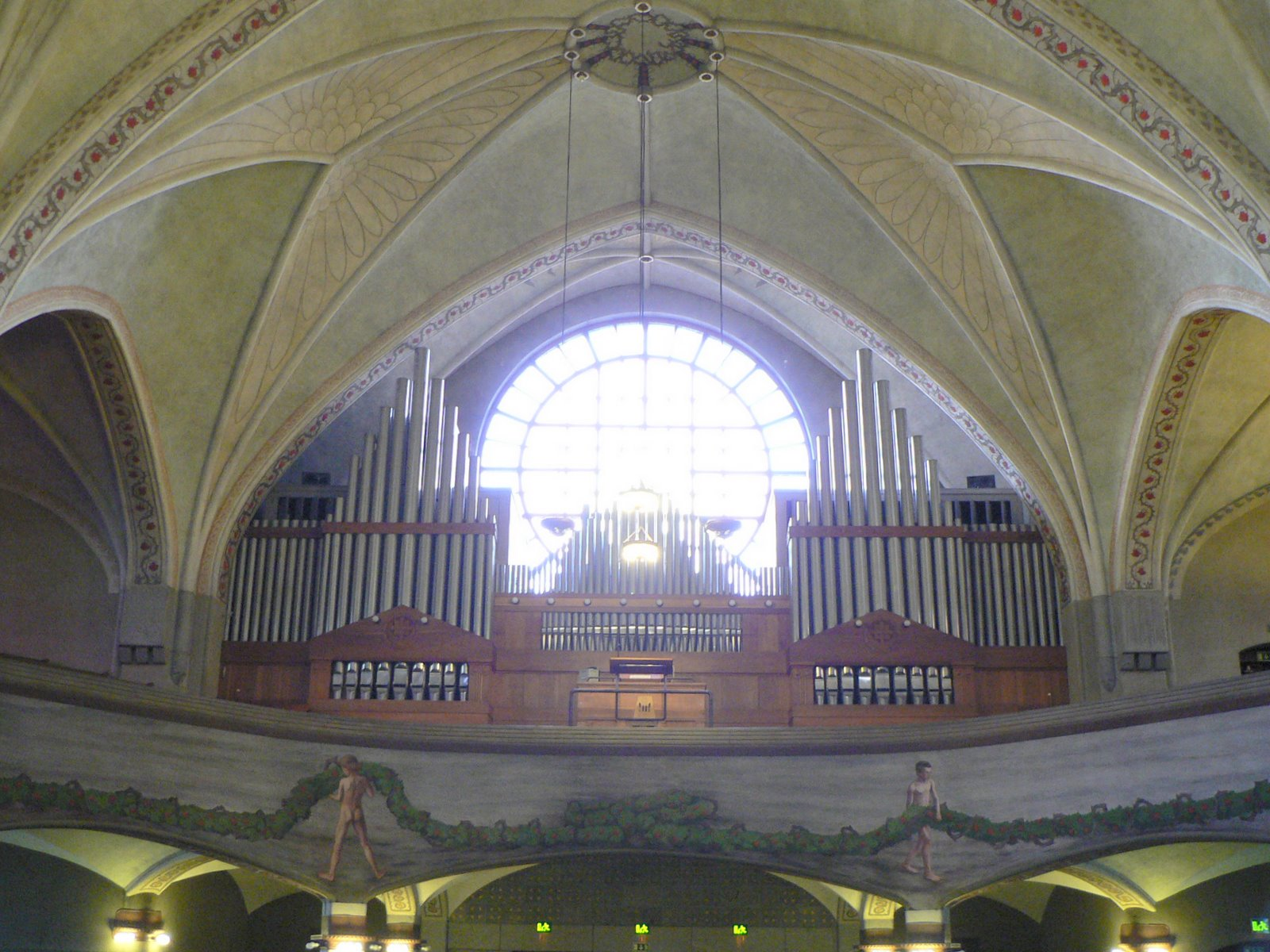
Organo
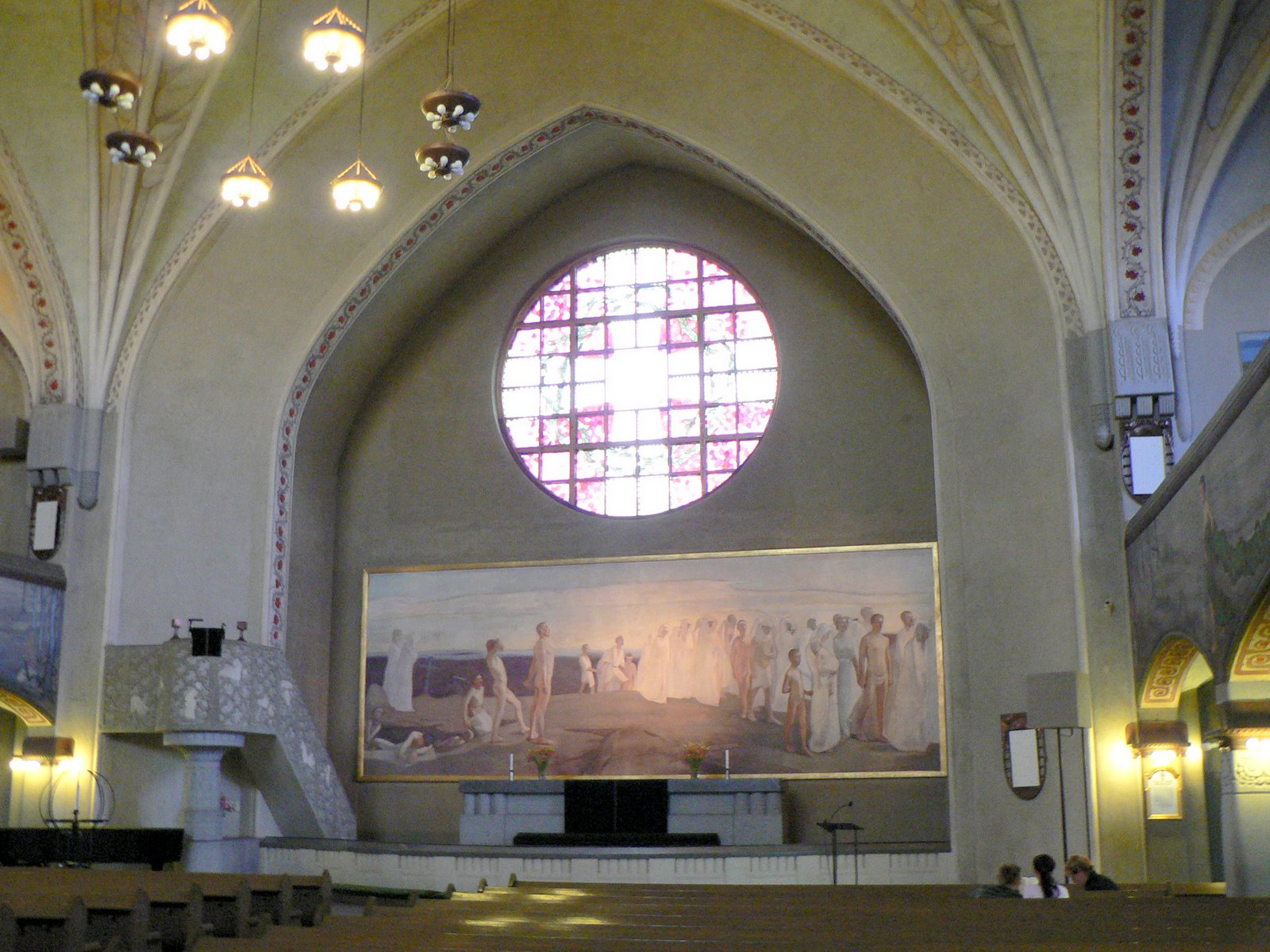
Pala d'altare, Ylösnousemus
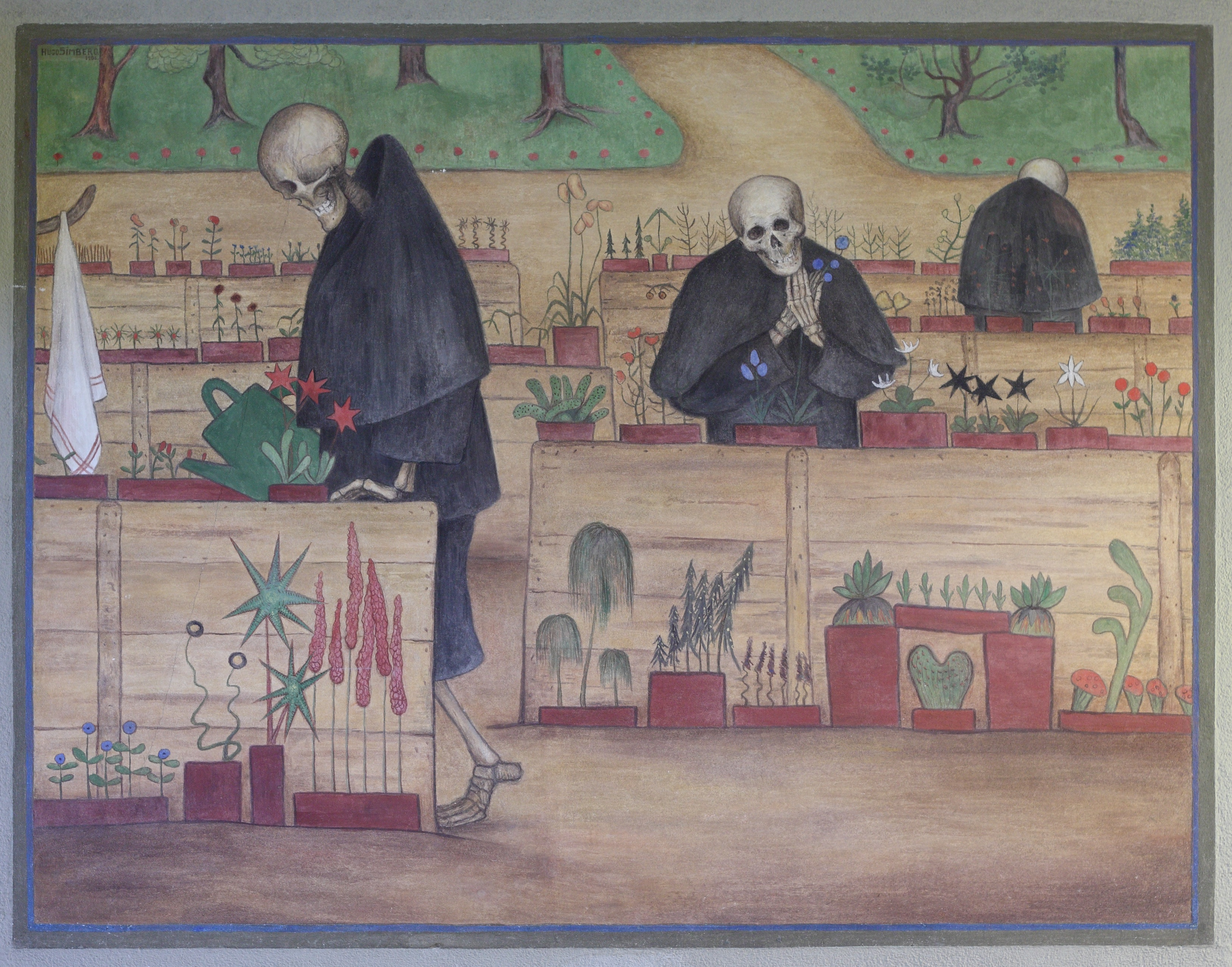
Kuoleman puutarha
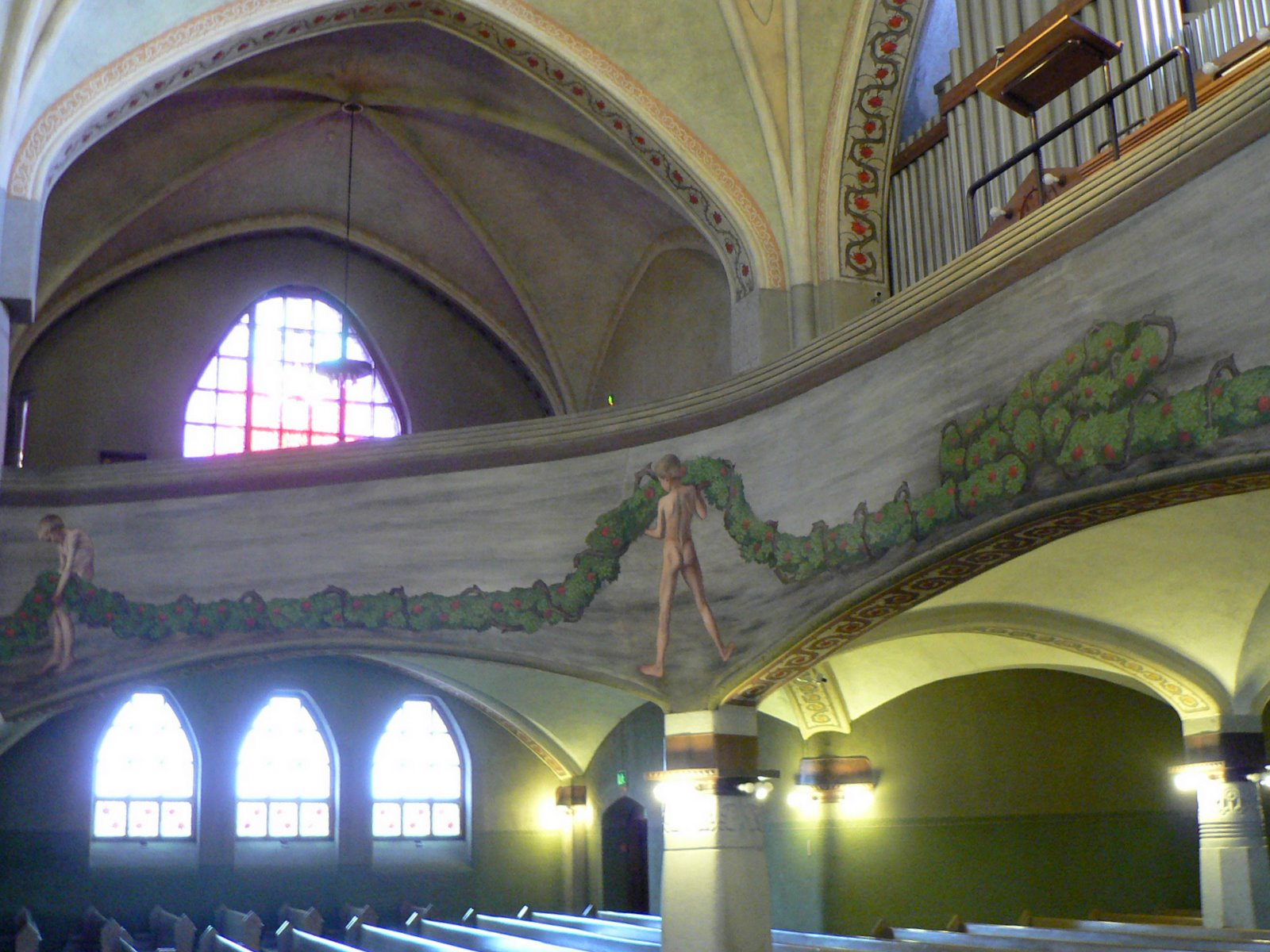
Interno